# Heidrich Károly
Heidrich Károly, olykor Hedrich (Regőce, 1899./1900. július 31. – Madrid, 1936. november 4.) vasesztergályos, politikai biztos, internacionalista. 

## Élete
Az első világháború alatt orosz hadifogságba esett, később beállt a Vörös Hadseregbe. Visszatérve Magyarországra, a Magyarországi Tanácsköztársaság alatt a magyar Vörös Hadsereg katonája volt, majd 1919 és 1921 között a pécsi-baranyai munkásmozgalmat szervezte. A fehérterror elől emigrált Franciaországba, ahol a párizsi magyar kommunisták egyik vezetője lett. A spanyol polgárháború kitörését követően Diaz néven harcolt az Edgar André zászlóalj 3. politikai biztosaként. Madridban lőtték le.